# Berkley (Somerset)
Pour les articles homonymes, voir Berkley.
Berkley est une paroisse civile et un village du Somerset, en Angleterre.